# Мариенфельд (Омская область)
Мариенфельд — исчезнувшее село в Марьяновском районе Омской области России. Упразднено в 1973 г.

## География
Располагалось в 8 км к западу от посёлка Москаленский.

## История
Основано в 1908 году, немцами переселенцами из Причерноморья. До 1917 года лютеранское село Омского уезда Акмолинской области. До 1926 г. центр Мариенфельдского сельсовета.

## Население[1]
| год     | 1920 | 1926 | 1970 |
| ------- | ---- | ---- | ---- |
| человек | 230  | 260  | 166  |